# Церковь Святых Петра и Павла (Алах)
Церковь Святых Петра и Павла в Алахе (нем. St. Peter und Paul in Allach) — римско-католическая филиальная церковь в районе Алах (Allach, сегодня Алах-Унтерменцинг) города Мюнхен (федеральная земля Бавария); расположена на улице Eversbuschstrasse. Церковное здание входит в список памятников архитектуры города.

## История и описание
Первое однонефное здание с круглой апсидой было построено на месте современной церкви Святых Петра и Павла в Алахе около 800 года: оно было обнаружено во время ремонтных работ, проводившихся в 1962 году. За прошедшие века церковь увеличивалась в несколько раз: в 1315 году её здание было расширено на восток, а башню-колокольню с юго-западной стороны расширили арочными фризами. Около 1500 года здание храма было ещё раз перестроено, на этот раз в стиле поздней готики.
Церковное убранство в стиле барокко появилось в храме около 1700 года; новое расширение произошло в тот же период — освящение прошло в сентябре 1708 года. Распятие на северной стороне было перенесено в церковь Петра и Павла из паломнической церкви Святого Креста, которая была снесена в 1795 году. В период с 1914 по 1955 год церковь в Алахе являлась приходской; после второй половины 1950-х годов церковь является филиальным храмом при приходской церкви Успения Девы Марии (Химмельфарт), расположенной в том же районе. Храм относится к приходской общине Алах/Унтерменцинг, входящей в архиепархию Мюнхена и Фрайзинга.